# Charaxes aginga
Charaxes aginga är en fjärilsart som beskrevs av Stoneham 1931. Charaxes aginga ingår i släktet Charaxes och familjen praktfjärilar. Inga underarter finns listade i Catalogue of Life.